# Gherardo Silvani
Gherardo Silvani (Florence, 1579 - 1675) est un architecte et sculpteur italien maniériste de l'école florentine du Seicento
On lui doit beaucoup de palais florentins qu'il réalisa à partir des dessins de Bernardo Buontalenti.

## Œuvres
À Florence
- Palazzo Strozzi : chapelle au premier étage (1638) et agrandissement du salon donnant sur la via Tornabuoni (1662).
- Rénovation du Couvent Sainte-Marie-des-Anges (Florence)
- Restructuration du Palais Albizi
- Restauration de l'intérieur de l'église Santa Maria Maggiore (Florence)
- Baldaquin du maître-autel de la basilique Santo Spirito (Florence) (avec Giovan Battista Caccini).
- Palais Capponi-Covoni
- Façade du palais Gianfigliazzi
- Église des Théatins
- Église della compagnia delle Stimate
- Porte de l'église degli Angeli
- Villa delle Falle.

En dehors de Florence
- Université de Pistoia
- Maison de plaisance de Bardi à Verbelezza
- Église San Paolo de Rome